# Palola viridis
Palola viridis of Samoaanse paloloworm is een borstelworm uit de familie Eunicidae. Palola viridis werd in 1847 voor het eerst wetenschappelijk beschreven door Gray. 

## Kenmerken
Het lichaam van de worm bestaat uit een kop, een cilindrisch, gesegmenteerd lichaam en een staartstukje. De kop bestaat uit een prostomium (gedeelte voor de mondopening) en een peristomium (gedeelte rond de mond) en draagt gepaarde palpen en cirri. De mannetjes zijn groen-blauw, de vrouwtjes roze tot roodbruin. Ze worden naar schatting 12 tot 15 centimeter groot. 

## Leefwijze
De worm voedt zich met algen op koraalriffen langs de kusten van Indonesië, de Filipijnen en verschillende eilanden in de zuidelijke Grote Oceaan.
Tijdens de voortplanting scheiden de wormen zich 's nachts bij bepaalde maanstanden van hun seksuele segmenten. Het voorste gedeelte van zijn lichaam breekt af en begint naar de oppervlakte te 'zwemmen'.  Als deze dit bereikt hebben, barsten ze open en verspreid het zijn sperma of eitjes, die elkaar massaal bevruchten. Na een paar uur sterven de deeltjes. Het kopgedeelte leeft door en over tijd groeien de afgebroken segmenten weer terug.

## Relatie tot de mens
De afgescheiden seksuele segmenten, die tijdens de voortplanting naar de oppervlakte drijven, worden door de plaatselijke bevolking geoogst en worden beschouwd als een delicatesse. Dit staat bekende als mechi op Oost-Timor en in Samoa als palolo. 

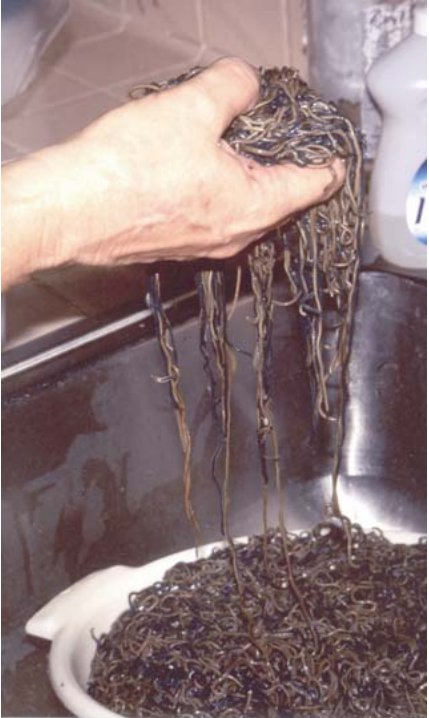
Bereiding van palolo